# Ördög-árok
L'Ördög-árok ([ˈøɾdøg ˈaːɾok]) est un ruisseau de Hongrie, affluent du Danube. Il prend sa source dans les collines de Buda à proximité de Nagykovácsi. Il pénètre ensuite dans Budapest au niveau du quartier de Máriaremete puis coule dans le fond de la vallée d'Hűvösvölgy. De là, passant par Városmajor, il suit sa course sur 6 km en souterrain avant de se jeter dans le Danube à la hauteur du Erzsébet híd.

## Galerie photographique

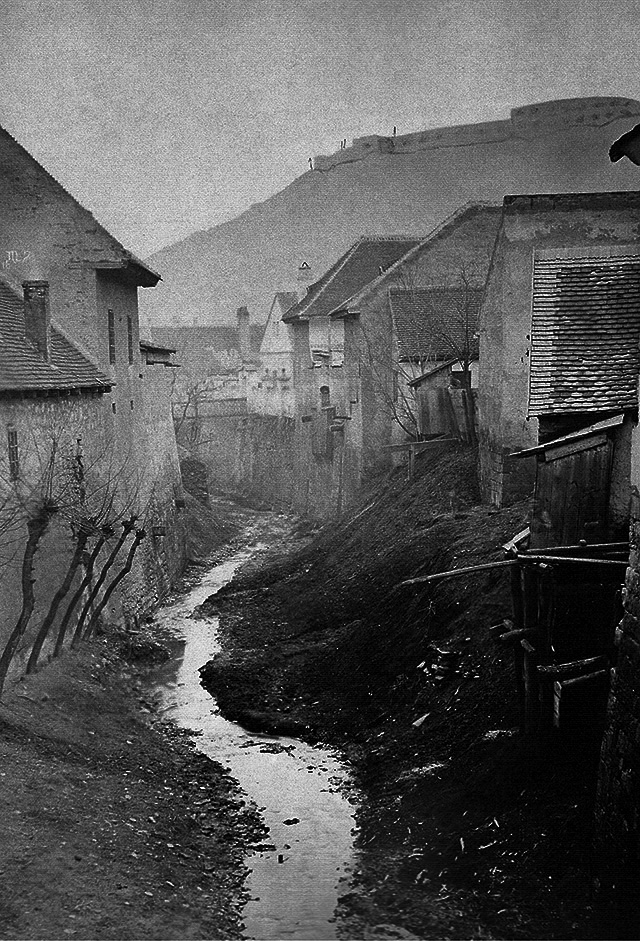
À Tabán vers 1870, avec à l'arrière la Citadelle.
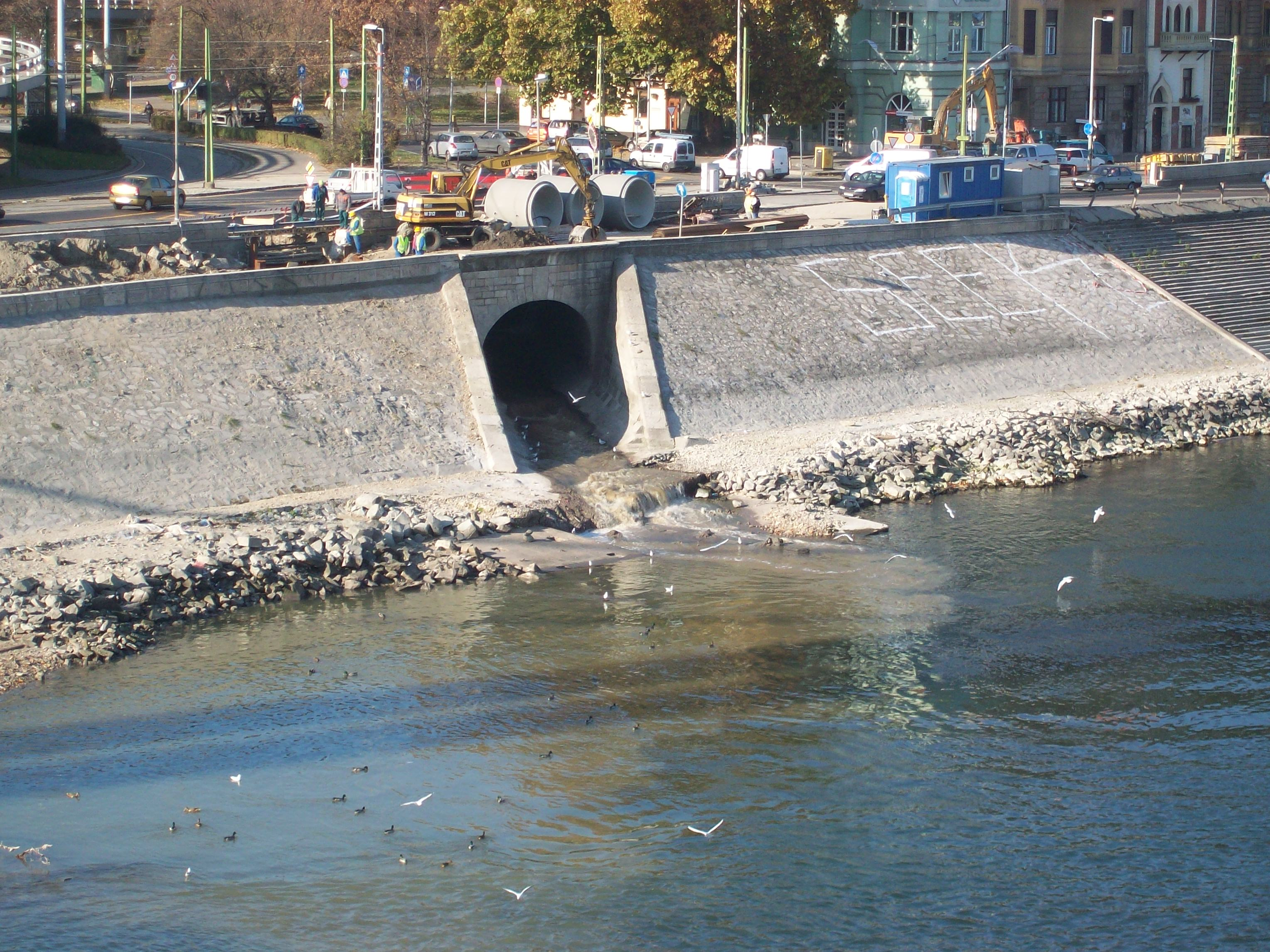
Confluence avec le Danube aujourd'hui.